# 鼈甲蛞蝓屬
鼈甲蛞蝓屬是一個會呼吸空氣的陸生半蛞蝓的属，是拟阿勇蛞蝓科之下的陸生肺螺類腹足纲软体动物物種。
本屬原為鼈甲蛞蝓亞科（Parmarioninae）的模式屬，但後來被認為是Ostracolethinae的異名，所以被拼歸Ostracolethinae。
如同其他同屬拟阿勇蛞蝓科的物種，本屬成員在交配時亦有使用戀矢。

## 物種
本屬物種包括以下各種：
- 馬氏鱉甲蛞蝓（英语：Parmarion martensi） Parmarion martensi（英语：Parmarion martensi） Simroth, 1893[4]：見於香港及台灣；
- Parmarion kersteni von Martens, 1869
- Parmarion sinensis

## 延伸閱讀
- van Bentham, Jutting W. S. S. . Treubia. 1950, 20: 381–505 （英语）.

## 外部連結
- Taxonomy:  （页面存档备份，存于）
- Image of a mating pair at []
- Image of an individual: